# Museo Municipal de Cochrane
El Museo Municipal de Cochrane es un museo arqueológico, antropológico y de historia natural, localizado en la comuna chilena de Cochrane, Región de Aysén del General Carlos Ibáñez del Campo. Es el segundo museo más antiguo de dicha región, y fue inaugurado el día 9 de marzo de 1985, a raíz de las continuas donaciones voluntarias de piezas de carácter histórico y/o representativo por parte de la comunidad local, que fueron incentivadas por la Escuela Hernán Merino Correa, anteriormente llamada Escuela Mixta N°8, que impulsó dicha labor con propósitos didácticos y de preservación, hasta traspasar su custodia a este recinto museográfico tras su apertura. En total, el museo cuenta con cerca de 700 objetos protegidos bajo la Ley 17.288.

## Colección
La colección del museo incluye un conjunto cercano a las 700 piezas y objetos, las que están distribuidas en las siguientes exposiciones permanentes:
- Colección arqueológica: Utensilios en piedra que utilizaron los pueblos nativos o primeros habitantes de la cuenca del río Baker, principalmente para la caza de animales, tales como boleadoras, puntas de lanzas, y cuchillos bifaciales.[4]
- Colección de historia social: Artesanías realizadas por oriundos de la localidad, y enseres empleados por la población local en distintos momentos de la historia del lugar, que reflejan esquemas productivos tales como la ganadería ovina, la minería y otros diversos oficios primigenios, junto a los esquemas sociales y culturales de la población local, puestos de manifiesto en utensilios cotidianos para la recreación, para la alimentación, y el transporte.[4] Esta colección también se acompaña de fotografías y otros archivos históricos.[3]
- Colección de historia natural y paleontología: Restos óseos de fauna nativa de la zona, de especies como el huemul (Hippocamelus bisulcus), el puma (Puma concolor), o el ñandú (Rhea pennata), así como restos fósiles de belemnites, de ostras y bivalvos, y de árboles prehistóricos con sus troncos mineralizados.[4]
- Otras exhibiciones temporales y/o itinerantes.[5]